# Прісовський Костянтин Адамович
Костянти́н Ада́мович Прісо́вський (1878, Київ[джерело?] — 15 лютого 1966, Мужен, Франція) — генеральний хорунжий армії Української Народної Республіки та Української Держави.

## Життєпис

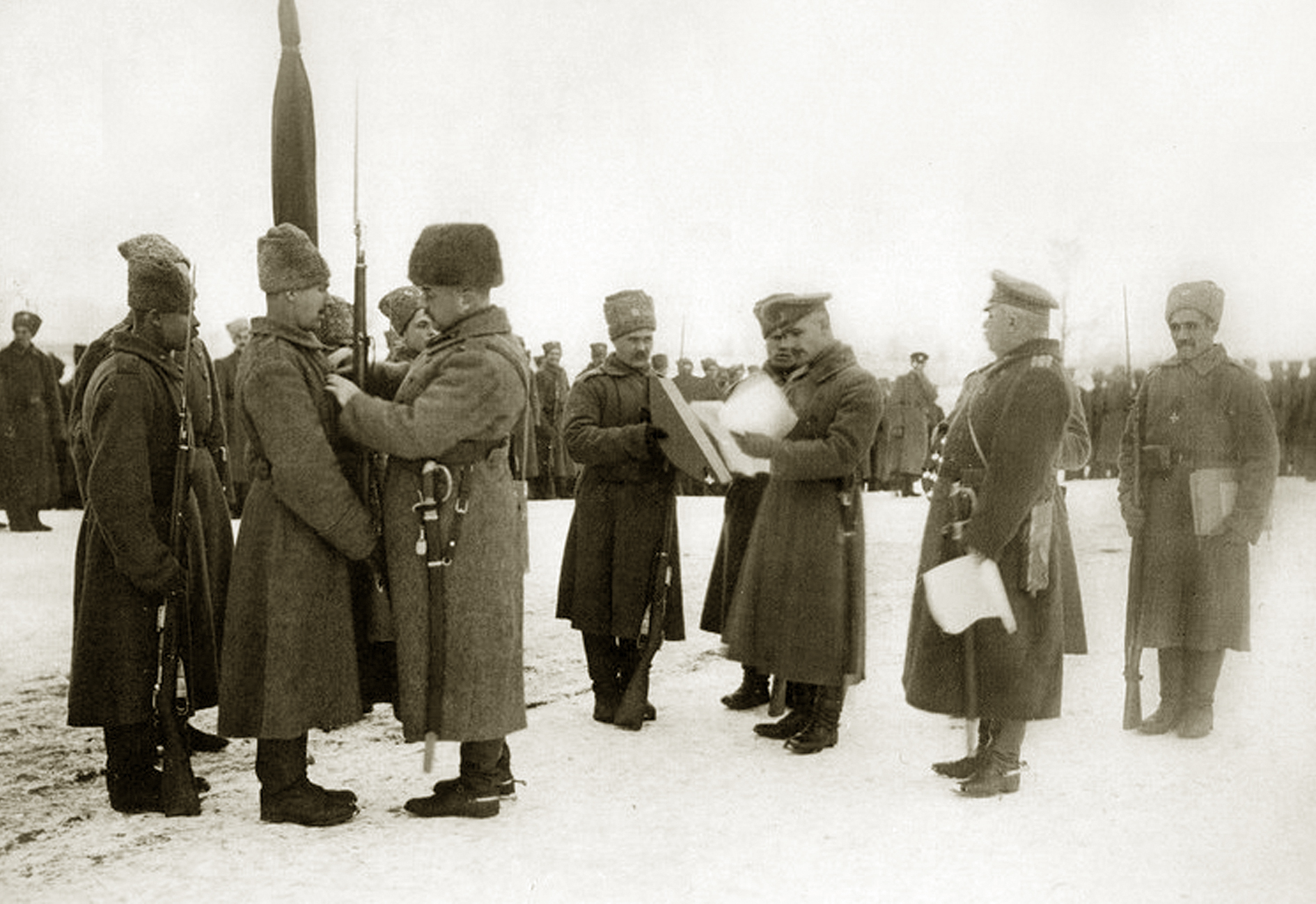
Костянтин Прісовський зачитує наказ про нагородження солдатів свого 280-го Сурського полку, 6 грудня 1916

Костянтин Прісовський народився 1878 року.

### Служба в Російській армії
У 1901 році закінчив Чугуївське піхотне юнкерське училище, вийшов підпоручиком до 130-го піхотного Херсонського полку (Київ). 
На початку Першої світової війни разом з кадровими офіцерами був виділений на формування 278-го піхотного Кромського полку, у складі якого брав участь у боях. Був нагороджений Георгіївською зброєю (14 червня 1915 року) та орденом Святого Георгія IV ступеня (24 вересня 1915 року).
У 1916–1917 рр. — полковник, командир 278-го піхотного Кромського полку. 4 грудня 1916 призначений на посаду командира 280-го піхотного Сурського полку 70-ї піхотної дивізії.  
З 28 червня 1917 року — генерал-майор, начальник 10-ї Туркестанської стрілецької дивізії.

### Служба в Армії УНР та Української Держави

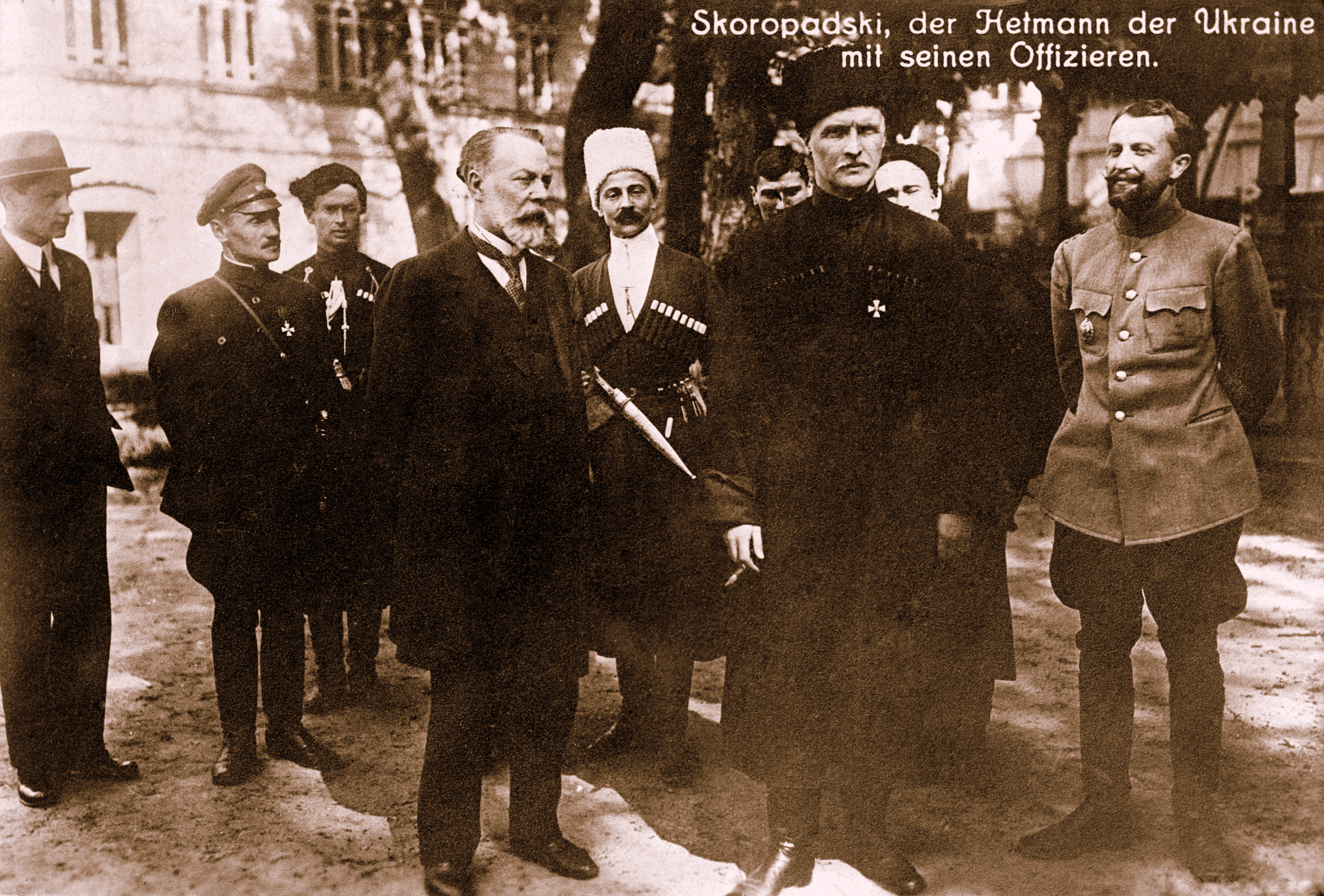
1-й ряд зліва направо: Федір Лизогуб, гетьман Павло Скоропадський, Володислав Дашкевич-Горбацький; посередині ззаду (в білій папасі) Олександр Сахно-Устимович; 2-й зліва у 2-му ряду - Прісовський

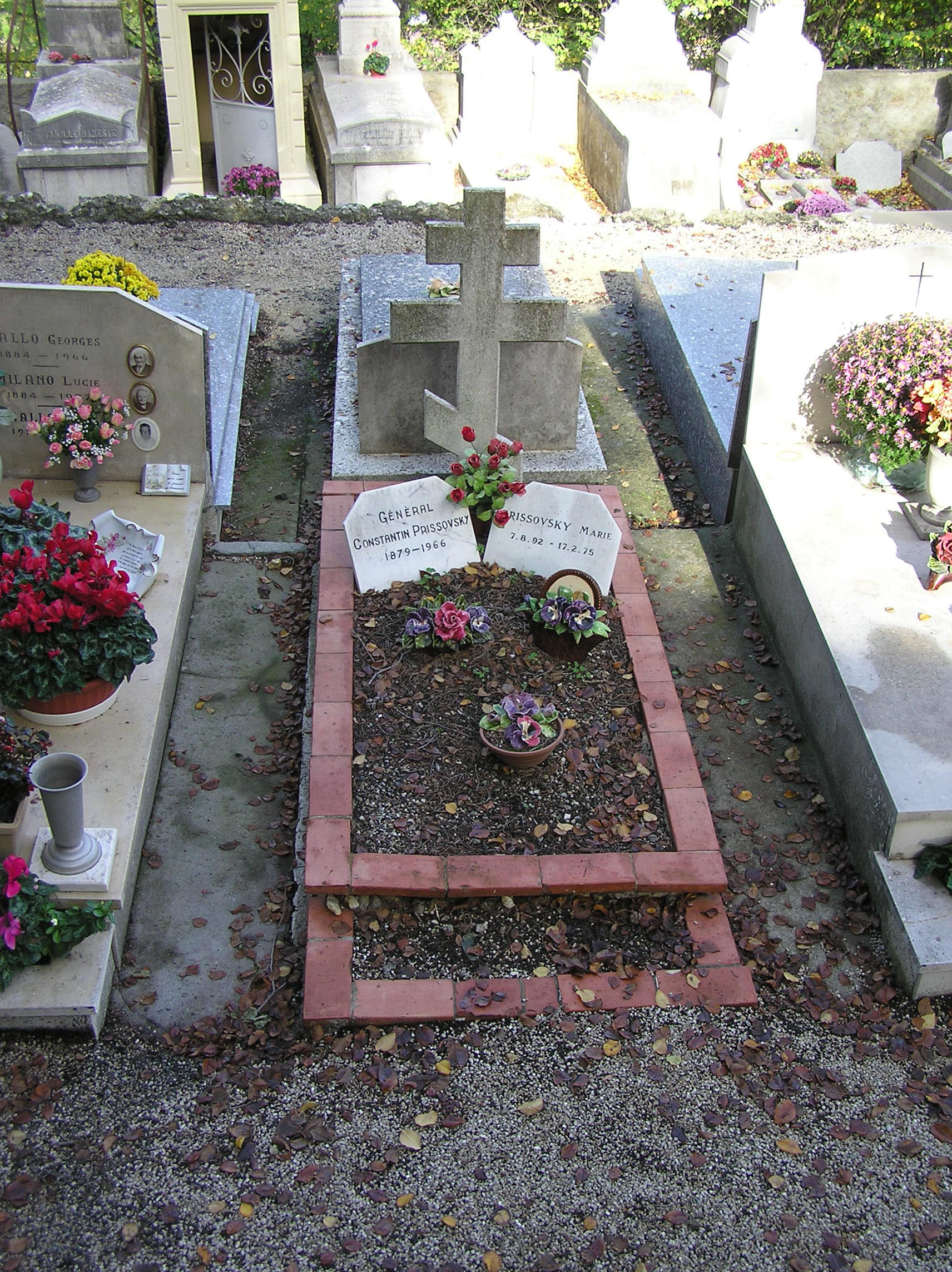
Могила Прісовського в Мужені, Франція

Делегація Кубанського крайового уряду на прийомі у гетьмана. 1-Павло Скоропадський, 2-В'ячеслав Ткачов, 3-Олександр Палтов, 4-Герасим Вдовенко (ймовірно), 6-Михайло Ханенко, 7-Кузьма Безкровний (ймовірно), 8-Гнат Зеленевський, 9-Іван Полтавець-Остряниця (ймовірно), 10-Євген Лібов, 11-Прісовський

Під час вуличних боїв з більшовиками у Києві у січні 1918 року командував сформованим офіцерським загоном, на чолі якого разом з військами Центральної Ради відступив з міста. З 9 лютого 1918 року — начальник Окремого Запорізького загону (згодом — бригади), до складу якого було зведено рештки всіх українських частин, що відступили з Києва.
У лютому-березні 1918 року керував загальним наступом українських військ на Київ. З 3 березня 1918 року — губернський комендант Київщини, а також — комендант гетьманського палацу. У листопаді 1918 року сформував т. зв. Запорізький загін для боротьби з військами Директорії, однак у перший же день перебування на фронті загін перейшов під Києвом на бік повстанців.

### Служба в Збройних Силах Півдня Росії
З січня 1919 року служив у Збройних Силах Півдня Росії. З осені 1919 року, в білогвардійській Російській армії генерала барона Врангеля — начальник Костянтинівського військового училища, на чолі якого у 1920 році брав участь у боях за Крим.

### Подальша доля
У подальшому — емігрант. Жив у Болгарії, Югославії, Франції. Підтримував зв'язки з українськими ветеранськими організаціями. Помер 15 лютого 1966 року на еміграції у місті Мужен, Франція.